# Comuna Șîlivka, Reșetîlivka
Șîlivka (în ucraineană Шилівка) este o comună în raionul Reșetîlivka, regiunea Poltava, Ucraina, formată din satele Onîșcenkî, Panenkî și Șîlivka (reședința).

## Demografie
Componența lingvistică a comunei Șîlivka
     Ucraineană (98,19%)
     Rusă (1,45%)
     Alte limbi (0,24%)
Conform recensământului din 2001, majoritatea populației comunei Șîlivka era vorbitoare de ucraineană (98,19%), existând în minoritate și vorbitori de rusă (1,45%).